# Antonio de Ulloa
Antonio de Ulloa y de la Torre-Giral, Guiral ou Giralt, também conhecido por Don Antonio de Ulloa (Sevilha, 12 de janeiro de 1716 - Cádiz, 3 de julho de 1795) foi um general da marinha Espanhola, explorador, cientista, naturalista, escritor, astrônomo, administrador colonial e o primeiro governador espanhol da Luisiana. Ele foi nomeado para esse cargo depois que a França cedeu o território à Espanha em 1763, após sua derrota pela Grã-Bretanha na Guerra dos Sete Anos. O governo de Ulloa foi contestado pelos colonos crioulos franceses em Nova Orleans, que o expulsaram em 1768 do oeste da Luisiana.
Ulloa já tinha estabelecido uma reputação internacional na ciência, fazendo parte da missão geodésica francesa no atual Equador. Ele publicou um extenso registo de suas observações e descobertas sobre a viagem à América do Sul, publicada em francês em 1752 e em inglês como A Voyage to South America (1758). Foi membro da Royal Society e membro estrangeiro da Academia Real das Ciências da Suécia.

## Vida
Ulloa nasceu em Sevilha a 12 de janeiro de 1716. Ele era o segundo de dez filhos de Bernardo de Ulloa, um economista, e Josefa de la Torre-Giral. Ulloa entrou na marinha em 1733. Em 1735, ele, juntamente com o espanhol Jorge Juan, foram nomeados para a Missão Geodésica Francesa dirigida Louis Godin e à qual participavam outros membros da Academia Francesa de Ciências, Pierre Bouguer, La Condamine e Joseph Jussieu. A Academia queria enviar esta expedição científica ao atual Equador, pertencente então ao Vice-Reino do Peru, para medir um grau de meridiano nas proximidades da linha do equador.
Ulloa trabalhou no Equador de 1736 a 1744, período em que os dois espanhóis descobriram o elemento platina na área. Ulloa foi a primeira pessoa a escrever uma descrição científica do metal e, por causa disso, ele é creditado como o descobridor da platina. Em 1745, tendo terminado seus trabalhos científicos, Ulloa e Jorge Juan se prepararam para retornar à Espanha, concordando em viajar em diferentes navios para minimizar o risco de perder suas importantes amostras e registros.
O navio Dèlivrance em que Ulloa estava viajando foi capturado pelos britânicos perto de Louisbourg e ele foi levado para a Inglaterra como prisioneiro. Nesse país, através de suas realizações científicas, Ulloa conquistou a amizade dos homens da ciência e foi nomeado membro da Royal Society de Londres. Em pouco tempo, através da influência de Martin Folkes, presidente desta sociedade, ele foi libertado e pôde retornar à Espanha. Ele reencontrou Jorge Juan em Madrid, onde publicou um relato das pessoas e países que eles haviam encontrado durante a Missão Geodésica Francesa (1748), que foi traduzido para o inglês e publicado como A Voyage to South America (1758).
Ulloa tornou-se proeminente como cientista e foi designado para servir em várias comissões científicas importantes. Ele é considerado o estabelecedor do primeiro museu de história natural, o primeiro laboratório metalúrgico da Espanha e o observatório de Cádiz. Em 1751, ele foi eleito membro estrangeiro da Academia Real das Ciências da Suécia.
Em 1758, ele retornou à América do Sul como governador de Huancavelica no Peru e gerente geral das minas de mercúrio de lá. Ele ocupou esse cargo até 1764.
A França, após a sua derrota pelos ingleses na Guerra dos Sete Anos, cedeu seus territórios a oeste do rio Mississippi para a Espanha. Ulloa foi nomeado pela coroa espanhola para ser o primeiro governador espanhol do oeste da Luisiana e chegou a Nova Orleães, a maior cidade, em 5 de março de 1766. Os colonos franceses que recusavam a reconhecer o domínio espanhol o expulsaram da Luisiana por uma revolta crioula durante a rebelião da Luisiana de 1768. Em 28 de outubro, quando houve tumultos em Nova Orleães, o governador e sua esposa grávida foram levados para um navio espanhol onde fugiram para Havana. O Conselho Superior votou a expulsão do governador dentro de três dias. Ele saiu então em 1 de novembro. A revolta foi finalmente esmagada por forças sob comando de Alejandro O'Reilly em 1769, restabelecendo o domínio espanhol na colônia de uma vez por todas.
Pelo resto de sua vida, Ulloa serviu como oficial da Marinha. Em 1779, tornou-se tenente-general das forças navais. Ulloa morreu na Ilha de León, Cádiz, em 1795.

## Legado
Como resultado de seu trabalho científico no Peru, Ulloa publicou a Relación histórica del viage á la América Meridional ( Madrid, 1784), que contém uma descrição completa, precisa e clara da maior parte da geografia América do Sul, de seus habitantes e da sua história natural.
Em colaboração com Jorge Juan, ele também escreveu Noticias secretas de América, fornecendo informações valiosas sobre as primeiras ordens religiosas na América espanhola. Este trabalho foi publicado por David Barry em Londres, 1826.
Ulloa é o xará para o termo meteorológico "Halo de Ulloa" (também conhecido como "Halo de Bouguer"), que um observador pode ver com pouca frequência no nevoeiro pelo ponto antissolar quando o sol surge (por exemplo, em uma montanha) - efetivamente um "arco de nevoeiro" (em oposição a um "arco-íris").

## Família
Ulloa era filho de Bernardo de Ulloa e de Josefa de la Torre-Giral. Ele se casou com Francisca Melchora Rosa Ramírez de Laredo y Encalada, filha de Francisco Ramírez de Laredo, conde de San Javier e Casa Laredo, e de Francisca-Javiera Escalada y Chacón. Em 1768, depois da rebelião da Luisiana, eles se mudaram para Cádiz, onde tiveram sete filhos:
- Josefa de Ulloa y Ramírez
- Buenaventura de Ulloa y Ramírez de Laredo
- Antonio de Ulloa y Ramírez de Laredo
- Francisco-Javier de Ulloa y Ramírez
- Martín-José de Ulloa y Ramírez
- José de Ulloa y Ramírez
- Carmen de Ulloa y Ramírez de Laredo[15]

## Obras
- Tratado físico e historia de la aurora boreal (1752)
- Modo de facilitar los correos de España con el reyno del Perú (1765)
- Noticias americanas: entretenimientos físico-históricos sobre la América meridional, y la septentrional oriental: comparación general de los territorios, climas y producciones en las tres especies vegetal, animal y mineral (1772)
- La marina: Fuerzas navales de la Europa y costas de Berbería (1773, obra inédita, censurada pelo governo, o manuscrito original se encontra no Arquivo Geral de Simancas, foi publicada pela Universidade de Cádiz em 1996)
- Observación en el mar de un eclipse de sol (1778)
- Conversaciones de Ulloa con sus tres hijos en servicio de la Marina (1795).

### Em colaboração com Jorge Juan

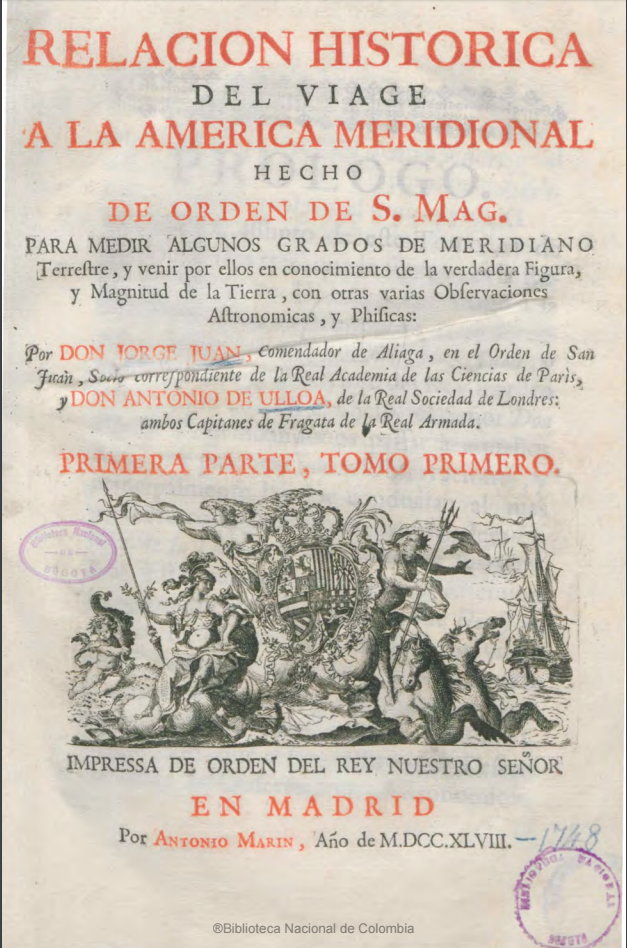
Relación Histórica del Viaje a la America Meridional, escrito em colaboração com Jorge Juan em 1748.

- Plan del camino de Quito al río Esmeraldas, según las observaciones astronómicas de Jorge Juan y Antonio de Ulloa (1736–1742)
- Observaciones astronómicas y físicas hechas en los Reinos del Perú (Madrid, 1748)
- Relación histórica del viaje hecho de orden de su Majestad a la América Meridional (Madrid, 1748)
- Disertación Histórica y Geográfica sobre el Meridiano de Demarcación entre los dominios de España y Portugal

## Homenagens
- O nome do gênero botânico Ulloa é uma homenagem a Antonio de Ulloa,[16] enquanto que Juanulloa, é uma homenagem a Antonio de Ulloa e a Jorge Juan.[17]

- Em 2016 a Espanha editou um selo em homenagem a Antonio de Ulloa[18].

## Na ficção
- Antonio de Ulloa aparece no jogo Assassin's Creed III: Liberation.[19][20]